# Agelaea paradoxa
Agelaea paradoxa là một loài thực vật có hoa trong họ Connaraceae. Loài này được Gilg mô tả khoa học đầu tiên năm 1888.